# Venere che scherza con due colombe
La Venere che scherza con due colombe è un dipinto del pittore italiano Francesco Hayez, realizzato nel 1830 e conservato nel museo d'arte moderna e contemporanea di Trento e Rovereto.

## Storia
(Gazzetta di Milano, 1830)
Il dipinto fu commissionato al pittore dal conte Girolamo Malfatti, che così intendeva omaggiare la sua amante, la ballerina Carlotta Chabert. Hayez realizzò l'opera giusto in tempo per l'esposizione di Brera nel 1830, ma l'accoglienza fu tutt'altro che calda a causa del suo realismo eccessivo, che si allontanava molto dai canoni di bellezza del tempo. I critici, infatti, ritenevano che le proporzioni del soggetto non fossero armoniose e che la parte inferiore del corpo fosse sproporzionata rispetto a quella anteriore. Il disprezzo fu tale che, come ricorda il pittore stesso nelle sue Memorie, la sua Venere venne definita la "più schifosa donna del volgo". Questo scandalo, comunque, non danneggiò la reputazione del conte. Presto la Venere che scherza con due colombe venne dimenticata per il resto del secolo e venne riscoperta solo nel 1923, in occasione di una mostra del critico Nino Barbantini.

## Descrizione
L'opera ritrae la dea Venere presso uno specchio d'acqua che si trova in un ambiente boschivo, in procinto di entrarvi o di uscirvi (i suoi piedi sono immersi nell'acqua). Ella è ritratta di schiena, mentre si appoggia a un muretto di marmo, sopra il quale è stesa una veste bianca, che molto probabilmente è la stessa che la dea stava indossando prima di farsi il bagno. Inoltre sopra il muretto si trova un vaso classico. Una colomba si poggia su un suo dito, mentre un'altra vola sopra la sua testa e sembra avvolgerla con un nastrino rosso. Per la figura di Venere Hayez si rifece alla Venere Callipigia, una statua greca che ritrae la dea mentre solleva il proprio abito e scopre i glutei.
Hayez dipinse con finezza i dettagli, come i capelli raccolti in un cignon, l'illuminazione che esalta le linee della schiena e dei fianchi e il bracciale sul braccio destro, che potrebbe richiamare quello indossato dalla Fornarina raffaellesca. La presenza delle colombe è dovuta al fatto che nel mondo antico questi uccelli erano associati alla dea dell'amore per la loro lascivia, secondo Vincenzo Cartari.
La critica d'arte Margherita Sarfatti scrisse nel 1925 che quest'opera richiamava i dipinti sul tema di Susanna al bagno (ripreso, tra l'altro, dallo stesso Hayez) realizzati da Jacopo Tintoretto secoli prima.